# شرکت عملیات اکتشاف نفت ایران
شرکت عملیات اکتشاف نفت ایران شرکت خدمات نفتی ایرانی است، که در زمینه اکتشاف میادین و مخازن نفت خام و گاز طبیعی، طراحی، برداشت، پردازش و تفسیر داده‌های لرزه‌نگاری، ارائه خدمات زمین‌شناسی، مطالعات ژئوفیزیک و پتروفیزیکی، همچنین انجام خدمات حفاری، خدمات سرچاهی و پشتیبانی حفاری فعالیت می‌کند.
شرکت عملیات اکتشاف نفت ایران در سال ۱۳۷۶ از دارایی‌ها و نیروی انسانی معاونت عملیات مدیریت اکتشاف شرکت ملی نفت ایران، بعنوان زیرمجموعه‌ای از این شرکت، تأسیس شد. در سال ۱۳۷۸ در راستای اجرای برنامه خصوصی‌سازی وزارت نفت ایران، مالکیت کلیه سهام شرکت عملیات اکتشاف به شرکت سرمایه‌گذاری صندوق بازنشستگی صنعت نفت واگذار شد و بعنوان یک شرکت سهامی خاص ثبت گردید.
دفتر مرکزی این شرکت در خیابان طالقانی، تهران قرار دارد و به‌عنوان یک شرکت تابعه از شرکت مهندسی و ساختمان صنایع نفت فعالیت می‌کند. شرکت عملیات اکتشاف نفت هم‌اکنون دارای پروژه‌های اکتشاف و خدمات فنی، در کشورهای ایران، ازبکستان و قرقیزستان می‌باشد.